# Кархане-Раїсіян
Кархане-Раїсіян (перс. كارخانه رئيسيان) — село в Ірані, у дегестані Північний Амлаш, у Центральному бахші, шагрестані Амлаш остану Ґілян. За даними перепису 2006 року, його населення становило 46 осіб, що проживали у складі 13 сімей.